# 두카티

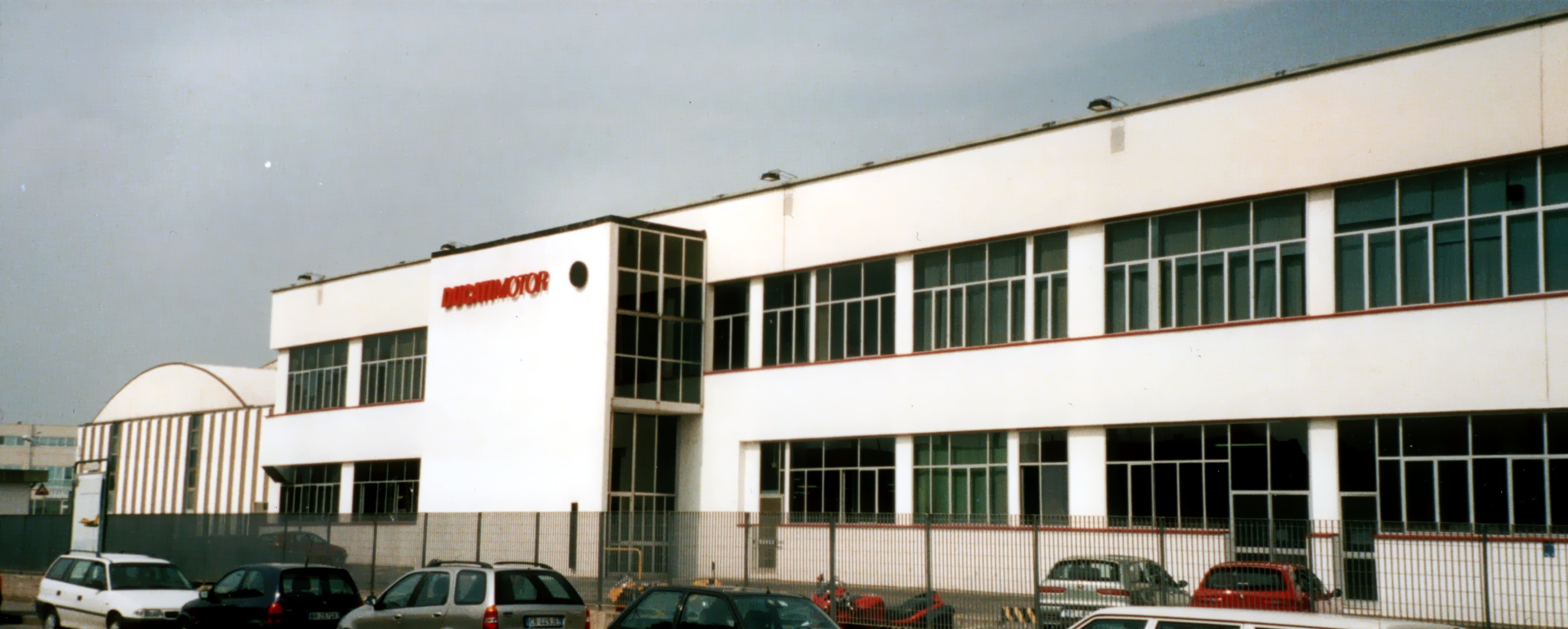
두카티 공장

두카티 (Ducati Motor Holding S.p.A.)는 이탈리아의 볼로냐 (Bologna)에 본사를 두고 있는 이탈리아의 대표적인 고성능 모터사이클 (혹은 스포츠 바이크) 제조업체다. 경주용과 상업용 모터사이클 모두를 제작하며 2012년 4월 폭스바겐 그룹의 자회사 아우디에 의해 합병되었다.

## 같이 보기
- 모터사이클 제조 회사 목록